# Акатлан (Веракрус)
Акатлан (исп. Acatlán) — город  в Мексике, входит в штат Веракрус, административный центр одноимённого муниципалитета.

## История
Населённый пункт в этом месте существовал ещё в доиспанские времена. Утверждается, что во времена Монтесумы здесь размещался вооружённый гарнизон. В колониальное время здесь находилась энкомьенда Мартина де Мафры.